# Todo Noticias
Todo Noticias (acronimo TN) è una pay TV argentina edita dal Gruppo Clarín con sede nella capitale Buenos Aires.

## Storia
Fondata nel 1993 iniziò ad emettere il 1º giugno dello stesso anno.